# Chart.js
Chart.js는 8개의 차트 유형을 지원하는 데이터 시각화를 위한 자유의 오픈 소스 자바스크립트 라이브러리이다: 막대 그래프, 선도표, 에어리어 차트, 원그래프(도넛), 버블 차트, 레이더 차트, 폴라, 산점도. 런던의 웹 개발자 닉 다우니가 2013년 개발하였으며 현재는 커뮤니티에 의해 관리되고 있고 깃허브에서는 스타 수에서 D3.js에 이어 2번째로 인기있는 자바스크립트 차트 라이브러리이다. 후자보다 개인화 자유도가 더 떨어지지만 사용하기 상당히 더 쉬운 것으로 간주된다.

## 같이 보기
- 자바스크립트 프레임워크
- 자바스크립트 라이브러리